# Нацистські лоурайдери
Нацистські лоурайдери (Nazi Lowriders), також відомі як NLR або Ride - це неонацистський, білий супрематичний організований злочинний синдикат, а також тюремна і вулична банда в Сполучених Штатах. Базуючись переважно в Південній Каліфорнії, банда є союзником великих банд "Арійське братство" та мексиканської мафії, а також братньої банди "Ворог суспільства №1". Нацистські лоурайдери діють як у в'язниці, так і за її межами.

## Історія
Нацистські лоурайдери виникли як банда скінхедів в Управлінні у справах молоді Каліфорнії на початку-середині 1970-х років, а згодом зарекомендували себе як банда молодих білих ув'язнених. Вона була створена членами Арійського братства (АБ), провідної білої банди в тюремній системі Каліфорнії. Наприкінці 1970-х - на початку 1980-х років лідер "Арійського братства" Джон Стинсон почав вербувати скінхедів, ув'язнених Управлінням у справах молоді Каліфорнії, у Престонській виправній колонії для неповнолітніх в Іоні та у Молодіжній тренувальній школі в Чино, щоб вони виступали посередниками у злочинних операціях АБ.
Банда не потрапляла в поле зору правоохоронних органів до початку 1990-х років, до того часу влада Департаменту виправлень і реабілітації Каліфорнії почала придушувати діяльність "Арійського братства". Позиція нацистських лоурайдерів як посередників Арійського братства, а також репресії проти АБ дозволили цій банді витіснити Братство як найвідомішу білу тюремну банду в Каліфорнії. Зберігаючи свою присутність у тюремній системі, Nazi Lowriders також стали вуличною бандою, спочатку в Південній Каліфорнії, а пізніше в Центральній і Північній Каліфорнії, наприкінці 1990-х і на початку 2000-х років. Завдяки швидкому розширенню, зв'язкам з іншими бандами білої влади та високоорганізованим операціям, Nazi Lowriders зарекомендували себе як значне злочинне угрупування на Західному узбережжі.
На відміну від інших білих злочинних угруповань у каліфорнійських в'язницях, NLR здобули репутацію дуже жорстоких. Департамент виконання покарань Каліфорнії визначив їх як тюремну банду. Вони сильні за чисельністю в таких каліфорнійських громадах, як Ойлдейл, Бейкерсфілд, Ланкастер, Внутрішня Імперія, Розамонд і округ Оріндж. "Нацистська" частина їхньої назви є радше ознакою расистської віри у вищість білої раси, ніж антисемітизму, тоді як "Лоурайдери" - це гра слів, що використовується для позначення іспаномовних банд.
Згодом банда перетворилася з "м'язів" Арійського братства на самостійне угруповання, що швидко зростало. На відміну від інших білих супрематистських банд у США, вони добре організовані і мають зв'язки з іншими білими організаціями по всьому західному узбережжю, включаючи Ку-клукс-клан та "Пекельних Янголів". Відомо, що члени банди, звільнені умовно-достроково, переїжджають на схід для подальшого поширення впливу організації.
28 січня 1999 року каліфорнійська тюремна адміністрація визнала "Лоурайдерів" тюремною бандою. Як наслідок, з метою припинення злочинної діяльності банди, ув'язнені, про яких стало відомо, що вони є її членами, можуть бути вилучені із загального контингенту, а також піддані іншим обмежувальним заходам. У відповідь на це "Лоурайдери" уклали союз з "Ворогом суспільства №1", ще однією білою деструктивною групою, яка відтоді перебрала на себе керівництво білим населенням каліфорнійських в'язниць. Там, де Aryan Brotherhood і NLR зупинилися, PENI або Public Enemy No 1 (вимовляється як "PEE NYE") планують продовжити "утримання ключів".

## Організація та членство
У в'язниці нацистські лоурайдери мають трирівневу ієрархічну систему, що складається зі старших членів, молодших членів і дітей. Старші, як правило, очолюють банду. Щоб отримати статус старшого, члени банди повинні бути активними щонайменше п'ять років і бути обраними щонайменше трьома іншими старшими членами. Нижче за них стоять молодші, які не можуть самі залучати нових членів, але можуть намагатися вербувати потенційних. Діти зазвичай походять з таких банд, як "Ворог народу №1", і старший член, який їх приймає, стає їхнім наставником. На вулицях організаційна структура не така чітка і, як видається, більш слабо пов'язана між собою.
Члени нацистських лоурайдерів, як правило, мають вік від підлітків до 20 років.
Члени банди можуть мати татуювання та інше натільне мистецтво із зображенням свастики та знаків СС, хоча члени банди не обов'язково повинні їх носити. Татуювання з літерами NLR (абревіатура від "Nazi Lowriders" - нацистські лоурайдери) зазвичай з'являється на животі, спині або шиї членів банди. Інші популярні татуювання включають напис "Nazi Low Riders", написаний староанглійським шрифтом або рунічним алфавітом. Логотип NLR - скелетний орел, який тримає нацистську свастику, а літери групи засновані на символі Рейхсадлера.
Згідно з SPLC, "незважаючи на відвертий расизм НЛР, латиноамериканські прізвища та латиноамериканські дружини і подруги - це нормально, але, за словами експертів, члени партії повинні бути принаймні наполовину європеоїдними". Насправді, значна частина вищого ешелону НЛР складається з латиноамериканців. Через їхні тісні підпільні зв'язки з іншими жорсткими расистськими організаціями (такими як Combat 18 або Blood and Honour), експерти кажуть, що "ви повинні бути принаймні наполовину білої крові, але не чорної", тобто прийняті латиноамериканські члени повинні бути тільки іспанського походження або бути принаймні наполовину європеоїдної раси. Всі повинні демонструвати лояльність до білої раси і поділяти ідеологію ненависті, особливо до чорношкірих і "расових зрадників".
Банда отримала свою назву від фрази "лоурайдер", яка асоціюється з іспаномовними бандами, як "акт вищості".
Серед членів групи поширене зловживання метамфетаміном.

### Ідеологія
Нацистські лоурайдери — це насамперед організоване злочинне угруповання, ідеологія білої влади якого є центральним елементом його ідентичності. За даними Антидефамаційної ліги, банда "відстоює свою білизну, особливо коли вербує членів з банд скінхедів і серед нових ув'язнених, але в першу чергу вона керується кримінальним прибутком". Расистська ідеологія NLR стала мотивацією для численних насильницьких злочинів, скоєних бандою.

### Поява банди на інших територіях
Нацистські лоурайдери діють переважно в Південній Каліфорнії, з меншою присутністю в інших штатах США, включаючи Аризону, Колорадо, Флориду, Іллінойс, Неваду і Нью-Мексико. Присутність банди поширилася за межі Каліфорнії після того, як її члени переїхали до інших штатів з метою розширення злочинної діяльності НЛР після умовно-дострокового звільнення з в'язниці. Nazi Lowriders вперше привернули увагу влади як вулична банда в Коста-Меса, Каліфорнія, і згодом поширилися по всій Південній Каліфорнії, а пізніше - в Центральній Каліфорнії і Північній Каліфорнії. У Південній Каліфорнії банда базується в Долині Антилоп і в окрузі Оріндж.
У 1996 році нацистські лоурайдери налічували 28 підтверджених членів, але до 2000 року, за оцінками Федерального бюро розслідувань (ФБР), банда налічувала 1500 членів у тюремній системі Каліфорнії і 400 - у Сан-Бернардіно, Каліфорнія. У 1999 році влада ідентифікувала 100 членів банди в штаті Невада.

## Кримінальна діяльність
Організація займається злочинною діяльністю як у в'язниці, так і за її межами, зокрема, виробництвом і розповсюдженням метамфетаміну, і стала дистриб'ютором цього наркотику в Південній Каліфорнії. Nazi Lowiders також має зв'язки з мотоциклетними бандами, серед яких Hells Angels, Mongols і Vagos.
Ця банда відповідальна за десятки нападів, замахів на вбивство та вбивств по всій Південній Каліфорнії і вважається надзвичайно небезпечною та жорстокою.

#### Визначні злочини
Нацистські лоурайдери здійснили два злочини на ґрунті ненависті проти афроамериканців у Ланкастері, штат Каліфорнія, у 1996 році. На думку федеральних слідчих, вуличні напади були спробою "витіснити чорношкірих з переважно білої громади за допомогою кампанії терору і насильства". Члени банди Ерік Діллард і Денні Едвард Вільямс побили бейсбольною битою Еріка Міллера біля магазину відеопрокату 28 квітня 1996 року. 8 липня 1996 року Діллард, Вільямс і неповнолітній, особа якого не була встановлена через його вік, напали на Маркуса Коттона і завдали йому чотири удари ножем у спину. Вільямс був засуджений до 57 місяців ув'язнення 1 червня 1998 року, а Діллард - до трьох років ув'язнення 7 червня 1999 року. Третій обвинувачений був засуджений як неповнолітній.
Двоє нацистських лоурайдерів, Шон Бродерік і Крістофер Кроуфорд, нібито напали на Натаніеля Гарріса, афроамериканського працівника Walmart, з 20-унцевим молотком на парковці магазину в Ланкастері в березні 1999 року. Їх заарештували і звинуватили в нападі зі смертоносною зброєю та порушенні громадянських прав.
У серпні 2001 року Тревор Девід Томпсон, нацистський лоурайдер і член Всесвітньої Церкви Творця з Каліфорнії, поранив Ешлі МакНіл, 14-річну афроамериканську дівчинку, під час стрілянини на дорозі в Індіанаполісі. За словами поліції, МакНіл була обрана мішенню через її расу. У травні 2002 року Томпсон був засуджений до 30 років ув'язнення після того, як визнав себе винним у замаху на вбивство.

### Розслідування та судове переслідування
29 березня 2001 року члени НРУ Марчелло Кастеллано і Скотт Кун були заарештовані після того, як співробітники Департаменту шерифа округу Лос-Анджелес (LASD) вилучили 73 одиниці вогнепальної зброї, включаючи штурмові гвинтівки, а також ручні гранати, бронежилети і глушники під час рейдів по трьох місцях в окрузі Лос-Анджелес. Також було знайдено форму шерифа та нацистську атрибутику.
Трирічне розслідування, проведене робочою групою, очолюваною ФБР і Департаментом поліції Онтаріо, за сприяння Бюро алкоголю, тютюну і вогнепальної зброї (ATF), Департаменту виправних установ Каліфорнії, Департаменту шерифа округу Оріндж і Департаменту поліції Коста-Меса, завершилося тим, що 13 лютого 2002 року дванадцятьом членам і поплічникам "Нацистських лоурайдерів" було пред'явлено обвинувачення за 17 пунктами, в яких вони звинувачувалися у здирництві, змові з метою розповсюдження наркотиків у в'язницях, підтасовуванні показань, розбої, спробі замаху на життя і убивстві. На момент пред'явлення обвинувачення всі обвинувачені вже перебували під вартою. Майкл Брідж, високопоставлений член НРУ, і Роберт Балтимор, "солдат" банди, були звинувачені у вбивстві ув'язненого в 1996 році. Всі дванадцять обвинувачених визнали себе винними за федеральними звинуваченнями у рекеті, включаючи старшого члена банди, який був засуджений до майже 23 років ув'язнення у федеральній в'язниці у 2003 році.

## В популярній культурі
- У кримінальному фільмі 2017 року «Постріл в безодню» Джейкоб «Мані» Гарлон ненадовго стає співкамерником Різника (його грає Кіт Джардін), який є членом нацистського угруповання "Лоурайдерс" і має татуювання "НЛР" на лобі.

## Зовнішні посилання
Шаблон:Skinhead
- Антидифамаційна ліга - Нацистські низькорослі вершники
- Департамент юстиції Каліфорнії - Щорічний звіт про організовану злочинність у Каліфорнії за 2004 рік